# Eureka (programma televisivo)
Eureka è stata una trasmissione televisiva preserale trasmessa su Rai 2 dal 17 marzo al giugno 2003, con la conduzione di Claudio Lippi, con la partecipazione della modella ceca naturalizzata italiana Petra Faksova.
La trasmissione andava in onda in tre segmenti preserali: il primo alle 20 che verrà trasmesso all'interno un cartone animato come Tom & Jerry, I classici Disney, Braccio di Ferro o un classico d'animazione di produzione Hanna Barbera, il secondo alle 20.26 (poco prima del TG2 delle 20.30) e il terzo alle 20.56, a telegiornale concluso prima della prima serata.

## La trasmissione
Scopo della trasmissione era quello di decretare un vincitore in possesso di una banconota scelta tra i tagli di cinque, dieci, venti, oppure cinquanta euro, spesa attraverso un'incaricata del programma, attraverso il numero di serie della stessa.
Nel primo segmento del programma, veniva mostrato un filmato girato con una telecamera nascosta che mostrava un'incaricata del programma, spendere la banconota vincente. Subito dopo viene trasmesso un episodio della serie Tom & Jerry, I classici Disney, Braccio di Ferro o un classico d'animazione di produzione Hanna Barbera.
Nel secondo segmento del programma, veniva comunicato il numero di serie della banconota vincente spesa.
L'eventuale possessore aveva quindi sedici minuti di tempo nel comunicare il proprio possesso della banconota vincente, in quanto ogni minuto che passava, faceva diminuire il montepremi da 250.000 euro fino a un minimo di 400 euro.
Nel terzo segmento del programma, il presentatore annunciava quindi il presunto vincitore.
Se non c'erano possessori della banconota, il giorno dopo veniva mostrata un'altra banconota.
Tuttavia, la rimanente cifra dei 400 euro a fronte del montepremi iniziale, era destinata a un probabile telespettatore chiamato a indovinare un quesito su quanto si fosse svolto poco prima nel Tg2 delle 20.30.